# Kerry
För andra betydelser, se Kerry (olika betydelser).
Kerry (iriska: Ciarraí) är ett grevskap på Irland. Grevskapet gränsar till Limerick och Cork. Huvudort är Tralee.
Grevskapet har två nationalparker, Killarney Lakes och Dinglehalvön. Den förstnämnda har fått namn efter samhället Killarney. Spetsen på Dinglehalvön är den västligaste punkten på Irlands fastland. Det högsta berget på Irland, Carrauntoohill, ligger också i Kerry.
Flera öar utanför kusten tillhör grevskapet, bland annat Blasketöarna och Skelligöarna. Skellig Michael med sina enmanshyttar från medeltiden är ett världsarv.

## Städer och samhällen
- Ballybunion (Baile an Bhuinneánaigh)
- Ballyheigue (Baile Uí Thaidhg)
- Caherdaniel (Cathair Dónall)
- Cahersiveen (Cathair Saidhbhín)
- Castleisland (Oileán Ciarraí)
- Dingle (An Daingean)
- Kenmare (An Neidín)
- Kilflynn (Cill Flainn)
- Killarney (Cill Airne)
- Killorglin (Cill Orglan)
- Knightstown (An Chois)
- Listowel (Lios Tuathail)
- Milltown (Baile an Mhuileann)
- Portmagee (An Caladh)
- Sneem (An tSnaidhm)
- Tralee (Trá Lí)
- Waterville (An Coireán)